# Соколово (Ягановское сельское поселение)
Соколо́во — деревня в Череповецком районе Вологодской области.
Входит в состав Ягановского сельского поселения, с точки зрения административно-территориального деления — в Ягановский сельсовет.
Расстояние по автодороге до районного центра Череповца — 37 км, до центра муниципального образования Яганово — 7 км. Ближайшие населённые пункты — Ленино, Костенево, Угрюмово, Верхний Аньгобой.
По переписи 2002 года население — 7 человек.